# گاللو
گاللو (به سوئدی: Gällö) یک منطقهٔ مسکونی در سوئد است که در بخش برککه واقع شده‌است. گاللو ۱٫۲۳ کیلومتر مربع مساحت و ۷۲۵ نفر جمعیت دارد.